# Équations de Hamilton-Jacobi
En mécanique hamiltonienne, les équations de Hamilton-Jacobi sont des équations associées à une transformation du hamiltonien dans l'espace des phases, et qui permettent de simplifier la résolution des équations du mouvement.

## Transformations canoniques
Une transformation canonique est une transformation {\displaystyle ({\vec {q}},{\vec {p}})\rightarrow ({\vec {Q}},{\vec {P}})~,~H({\vec {q}},{\vec {p}})\rightarrow K({\vec {Q}},{\vec {P}})} de l'espace des phases qui conserve les équations canoniques :
{\displaystyle {\dot {\vec {q}}}={\frac {\partial H}{\partial {\vec {p}}}}~~\rightarrow ~~{\dot {\vec {Q}}}={\frac {\partial K}{\partial {\vec {P}}}}\,;\,{\dot {\vec {p}}}=-{\frac {\partial H}{\partial {\vec {q}}}}~~\rightarrow ~~{\dot {\vec {P}}}=-{\frac {\partial K}{\partial {\vec {Q}}}}}.
(On note {\displaystyle {\frac {\partial }{\partial {\vec {x}}}}={\vec {\nabla }}_{\vec {x}}=\sum _{i=1}^{N}{\frac {\partial }{\partial x_{i}}}{\vec {e}}_{i}} où {\displaystyle {\vec {x}}=\sum _{i=1}^{N}x_{i}{\vec {e}}_{i}}.)
On peut montrer qu'une transformation est canonique si et seulement si elle préserve les crochets de Poisson fondamentaux :
{\displaystyle \{Q_{\alpha },P_{\beta }\}=\delta _{\alpha \beta }}
{\displaystyle \{Q_{\alpha },Q_{\beta }\}=0}
{\displaystyle \{P_{\alpha },P_{\beta }\}=0}

## Fonctions génératrices
L'action peut s'écrire en fonction des variables de l'espace des phases :
{\displaystyle S[{\vec {q}},{\vec {p}}]=\int \mathrm {d} t~L({\vec {q}},{\dot {\vec {q}}},t)=\int dt~({\vec {p}}\cdot {\dot {\vec {q}}}-H({\vec {q}},{\vec {p}},t))=\int \mathrm {d} t~f({\dot {\vec {q}}},{\vec {q}},{\vec {p}},t).}
Or les équations canoniques vérifiées par {\displaystyle H({\vec {q}},{\vec {p}})} impliquent que {\displaystyle f} vérifie les équations d'Euler-Lagrange :
{\displaystyle {\frac {\mathrm {d} }{\mathrm {d} t}}\left({\frac {\partial f}{\partial {\dot {\vec {q}}}}}\right)-{\frac {\partial f}{\partial {\vec {q}}}}={\frac {\mathrm {d} }{\mathrm {d} t}}\left({\vec {p}}\right)+{\frac {\partial H}{\partial {\vec {q}}}}={\dot {\vec {p}}}-{\dot {\vec {p}}}={\vec {0}};}
{\displaystyle {\frac {\mathrm {d} }{\mathrm {d} t}}\left({\frac {\partial f}{\partial {\dot {\vec {p}}}}}\right)-{\frac {\partial f}{\partial {\vec {p}}}}={\frac {\mathrm {d} }{\mathrm {d} t}}\left({\vec {0}}\right)-\left({\dot {\vec {q}}}-{\frac {\partial H}{\partial {\vec {p}}}}\right)=-{\dot {\vec {q}}}+{\dot {\vec {q}}}={\vec {0}}.}
On a donc stationnarité de l'action si et seulement si {\displaystyle H({\vec {q}},{\vec {p}})} vérifie les équations canoniques, et de même pour {\displaystyle K({\vec {Q}},{\vec {P}})}.
On en déduit que si H et K vérifient leurs équations canoniques, on a stationnarité des actions correspondantes, soit :
{\displaystyle \delta \left(\int \mathrm {d} t~({\vec {p}}\cdot {\dot {\vec {q}}}-H)\right)=0\,,\,\delta \left(\int \mathrm {d} t~({\vec {P}}\cdot {\dot {\vec {Q}}}-K)\right)=0}
d'où la condition dite d'invariance :
{\displaystyle ({\vec {p}}\cdot {\dot {\vec {q}}}-H)-({\vec {P}}\cdot {\dot {\vec {Q}}}-K)={\frac {\mathrm {d} F}{\mathrm {d} t}}({\vec {q}},{\vec {p}},{\vec {Q}},{\vec {P}},t).}
Une telle fonction F est appelée fonction génératrice de la transformation {\displaystyle ({\vec {q}},{\vec {p}})\rightarrow ({\vec {Q}},{\vec {P}})~,~H({\vec {q}},{\vec {p}})\rightarrow K({\vec {Q}},{\vec {P}})}.

## Fonction principale de Hamilton, équation de Hamilton-Jacobi
On note N le nombre de degrés de liberté du système, {\displaystyle ({\vec {q}},{\vec {p}},{\vec {Q}},{\vec {P}})} représentent 4N variables, qui sont reliées entre elles par les 2N relations de la transformation {\displaystyle ({\vec {q}},{\vec {p}})\rightarrow ({\vec {Q}},{\vec {P}})}. On a donc 2N variables indépendantes, et donc plusieurs choix pour les variables de la fonction génératrice.
Si on choisit d'utiliser les variables {\displaystyle ({\vec {q}},{\vec {P}})}, on a une fonction génératrice {\displaystyle S({\vec {q}},{\vec {P}})} que l'on appelle fonction principale de Hamilton. Pour avoir effectivement une fonction de {\displaystyle ({\vec {q}},{\vec {P}})}, il faut appliquer une transformation de Legendre à {\displaystyle F} :
{\displaystyle S({\vec {q}},{\vec {P}})=F+{\vec {Q}}\cdot {\vec {P}}}.
On a alors {\displaystyle {\frac {\mathrm {d} S}{\mathrm {d} t}}={\frac {\mathrm {d} F}{\mathrm {d} t}}+{\dot {\vec {Q}}}\cdot {\vec {P}}+{\vec {Q}}\cdot {\dot {\vec {P}}}={\frac {\partial S}{\partial {\vec {q}}}}\cdot {\dot {\vec {q}}}+{\frac {\partial S}{\partial {\vec {P}}}}\cdot {\dot {\vec {P}}}+{\frac {\partial S}{\partial t}}}
et la condition d'invariance devient
{\displaystyle \left({\vec {p}}-{\frac {\partial S}{\partial {\vec {q}}}}\right)\cdot {\dot {\vec {q}}}+\left({\vec {Q}}-{\frac {\partial S}{\partial {\vec {P}}}}\right)\cdot {\dot {\vec {P}}}+\left(-H+K-{\frac {\partial S}{\partial t}}\right)=0.}
On a choisi {\displaystyle ({\vec {q}},{\vec {P}})} comme variables indépendantes, on peut donc identifier et l'on obtient :
{\displaystyle {\vec {p}}-{\frac {\partial S}{\partial {\vec {q}}}}={\vec {0}}} ;
{\displaystyle {\vec {Q}}-{\frac {\partial S}{\partial {\vec {P}}}}={\vec {0}}} ;
{\displaystyle -H+K-{\frac {\partial S}{\partial t}}=0}.
Les deux premières équations permettent de déterminer la transformation {\displaystyle ({\vec {q}},{\vec {p}})\rightarrow ({\vec {Q}},{\vec {P}})} à partir de la donnée de la fonction {\displaystyle S({\vec {q}},{\vec {P}})}, et en combinant la première et la dernière équation, on a l'équation de Hamilton-Jacobi :

## Application
Le but d'une telle transformation est de simplifier la résolution des équations du mouvement. Par exemple, en imposant {\displaystyle K=0}, on a simplement {\displaystyle {\dot {\vec {Q}}}={\vec {0}}} et {\displaystyle {\dot {\vec {P}}}={\vec {0}}}, soit {\displaystyle {\vec {Q}}} et {\displaystyle {\vec {P}}} constants.
Il reste alors à déterminer {\displaystyle ({\vec {Q}}({\vec {q}},{\vec {p}}),{\vec {P}}({\vec {q}},{\vec {p}}))} pour obtenir la solution {\displaystyle ({\vec {q}}(t),{\vec {p}}(t))}, or la transformation est entièrement déterminée par la donnée de la fonction génératrice, qui est solution de l'équation aux dérivées partielles
Remarque
Dans ce cas, la condition d'invariance devient {\displaystyle {\vec {p}}\cdot {\dot {\vec {q}}}-H={\frac {\mathrm {d} S}{\mathrm {d} t}}~~\Rightarrow ~~S=\int L~\mathrm {d} t}. La fonction génératrice {\displaystyle S} est alors simplement l'action du système.
Cette équation n'est pas a priori plus simple à résoudre que les équations de départ (en particulier s'il s'agit d'un Hamiltonien classique {\displaystyle H({\vec {q}},{\vec {p}},t)={\frac {{\vec {p}}^{2}}{2m}}+V({\vec {q}},{\vec {p}},t)}, on a alors des termes non linéaires).
Cependant, si l'Hamiltonien ne dépend pas explicitement du temps, il est conservé (d'après le théorème de Noether), on a donc directement :
{\displaystyle {\frac {\partial S}{\partial t}}=-H({\vec {q}},{\frac {\partial S}{\partial {\vec {q}}}})=-E=constante}
d'où
{\displaystyle S=S_{0}({\vec {q}},{\vec {p}})-Et}
et l'équation à résoudre est simplifiée :
{\displaystyle H({\vec {q}},{\frac {\partial S_{0}}{\partial {\vec {q}}}})-E=0.}